# Rolf Gronau

Rolf Gronau (2020)

Rolf Gronau (* 29. April 1934 in Hamburg; † 30. Mai 2024 ebenda) war ein deutscher Fußballspieler, der als Akteur von SC Victoria Hamburg und Concordia Hamburg von 1953 bis 1961 in der Oberliga Nord 160 Spiele bestritten und dabei 48 Tore erzielt hat. Auslandserfahrung sammelte er in der Schweiz bei Nordstern Basel und Grasshopper Club Zürich. Zum Abschluss seiner höherklassigen Karriere hat der Offensivspieler noch von 1964 bis 1966 in der zweitklassigen Regionalliga Nord bei „Vicky“ 28 Ligaspiele mit drei Toren absolviert.

## Werdegang
Gronau wuchs in Hamburg-Eppendorf in ärmlichen Verhältnissen auf. Nach dem Besuch der Volksschule absolvierte er ab 1949 eine Lehre als Schriftsetzer und arbeitete in seinem Beruf. Nach der Rückkehr aus der Schweiz gründete er 1964 mit seiner Frau eine Druckerei in der Nähe des Hamburger Michels, die er über 40 Jahre betrieb. 1956 heiratete er eine Arbeitskollegin und hatte zwei Töchter.
Am 30. Mai 2024 ist Rolf Gronau im Alter von 90. Jahren im Kreise seiner Familie zu Hause friedlich eingeschlafen. Seine letzte Ruhestätte erhielt er auf dem Friedhof Ohlsdorf. Sie liegt unterhalb des „Millionärshügels“.

## Laufbahn

### Victoria Hamburg, bis 1956
In der Saison 1952/53 holte sich der SC Victoria die Meisterschaft in der Amateurliga Hamburg und setzte danach im Mai/Juni 1953 in der Staffel B der Aufstiegsspiele zur Oberliga Nord gegen ATSV Bremen 1860, VfB Oldenburg und Phönix Lübeck durch und gehörte in der Saison 1953/54 der Oberliga Nord an. Das Hinspiel gegen den stärksten Rivalen in der Aufstiegsrunde, den ATSV Bremen 1860 mit dem herausragenden Angreifer Willi Schröder, gewannen die Hamburger mit den Torschützen Gronau und Heinz Mühle mit 3:1. Das Rückspiel entschieden zwei Schröder-Treffer zum 4:2-Heimerfolg der Bremer. Da dies aber der einzige doppelte Punktverlust blieb, stieg Victoria mit einem Punkt Vorsprung gegenüber Bremen 1860 in die Oberliga Nord auf. In fünf Spielen hatte Gronau vier Tore erzielt. Der 19-jährige Angreifer Rolf Gronau debütierte am 23. August 1953 unter Trainer Otto Lüdecke bei einer 0:4-Auswärtsniederlage bei Arminia Hannover auf Halbrechts in der Oberliga. Für Gronau und Mitspieler wie Torhüter Otto Globisch, Cord-Alfred Dreyer, Walter Knopp, Herbert Klette, Alfred Diringer, Friedel Muuhs und Helmut Engelmann erwies sich die Oberliga als zu hohe Hürde. Mit lediglich 28 Toren konnte der Klassenerhalt nicht realisiert werden. Als Tabellenletzter mit 22:38 Punkten ging es umgehende wieder in das Hamburger Amateurlager zurück. Gronau hatte in 26 Ligaeinsätzen fünf Tore erzielt.
In der Amateurliga Hamburg gewann Gronau mit Victoria 1954/55 mit 102:44 Toren die Meisterschaft und die Angriffsreihe mit Sellmann, Otto Rehwinkel, Gronau, Engelmann und Wehking erzielte dabei 84 Tore. In der Aufstiegsrunde zur Oberliga Nord belegte „Vicky“ aber hinter dem VfR Neumünster und dem VfV Hildesheim lediglich den 3. Rang. Am 8. Mai 1955 waren Gronau und Kollegen mit einem 1:1 bei Bremen 1860 in die Aufstiegsrunde gestartet. Gronau war im damals üblichen WM-System auf Halbrechts aufgelaufen und Horst Wendlandt hatte auf Linksaußen gestürmt. Beim letzten Aufstiegsspiel am 11. Juni gegen Bremen 1860 erzielte Gronau bei einem 7:2-Heimerfolg drei Tore. Nach dem Scheitern in der Aufstiegsrunde nahm er das Angebot von Nordstern Basel zur Runde 1955/56 an und wechselte in die Schweiz. Nach einer Runde in Basel mit dem 7. Platz in der NLB nahm er das Angebot des Oberliga-Aufsteigers Concordia Hamburg an und spielte ab 1956/57 wieder in der Oberliga Nord.

### Concordia Hamburg, 1956 bis 1961

Rolf Gronau spielt für Concordia

Zu „Cordi“ war 1956 auch noch der weitere Neuzugang Günter Hentzschel von Altona 93 gekommen und die Rot-Schwarzen aus dem Stadion Marienthal, starteten am 19. August 1956 unter Trainer Hellmut Meidt und der Angriffsformation mit Gustav-Adolf Rathmann, Gustav Wöhler, Heinz Kubbe, Gronau und Günter Männel mit einem Heimspiel gegen den VfL Osnabrück in die Oberliga. Das Spiel wurde mit 0:2 verloren. Am vierten Spieltag trotzte „Cordi“ dem norddeutschen Serienmeister Hamburger SV am Rothenbaum ein torloses 0:0 ab. Dabei lernte Halbstürmer Gronau die Klasse der HSV-Läuferreihe mit Jochenfritz Meinke, Jupp Posipal und Karl-Heinz Liese kennen. Beim 2:0-Heimerfolg gegen Altona 93 zeichnete sich Gronau im Oktober 1956 als zweifacher Torschütze aus. Mit 16:14 Punkten schloss Aufsteiger Concordia die Hinrunde auf dem überraschend guten 6. Rang ab. Die 1:4-Auswärtsniederlage am 7. April 1957 beim Absteiger Heider SV verhinderte am Rundenende ein ausgeglichenes Punktekonto; mit 28:32 Punkten schloss Concordia die Runde auf dem 12. Rang ab. Gronau hatte an der Seite des 14-maligen Torschützen Rathmann in 27 Ligaspielen sechs Tore erzielt und die Erwartungen an seine Verpflichtung erfüllt. Seine Rundenleistung hatten den Angreifer auch in die Auswahl des Norddeutschen Fußball-Verbandes geführt. Am 29. Juni 1957 gehörte er dem NFV-Team an, das in Karlsruhe ein 2:2 gegen Süddeutschland erreichte. Er wurde in der zweiten Halbzeit eingewechselt.
Unter dem neuen Trainer Hans Rohde und den Neuzugängen Werner Kruppa (Jahn Regensburg), Edmund Müller (SC Sperber Hamburg) und Jürgen Sanmann (FC Nordstern Basel) spielte sich „Cordi“ 1957/58 mit einer ausgezeichneten Rückrunde (20:10 Punkte) auf den 6. Rang nach vorne. Vor allem der Angriff mit Jürgen Sanmann, Gronau, Rathmann, Kubbe, Männel, Werner Kruppa und Werner Weiß hatte dabei überzeugt. Mittelstürmer Rathmann schoss sich mit 22 Treffern in die Spitzenränge der Oberliga Nord und Halbstürmer Gronau traf auch beachtliche 12 mal in die gegnerischen Tore. Beim überraschenden 2:1-Heimerfolg am 15. Dezember 1957 gegen den Hamburger SV erzielten beide Spieler auch die Tore für den Gastgeber. Von einer Winterpause war man in diesen Zeiten noch weit entfernt, trotz Winterwetter und fehlenden Rasenheizungen. Es wurde im Dezember 1957 wie auch im gesamten Januar 1958 Punktspiele ausgetragen, wo „Cordi“ vom 5. Januar bis 26. Januar in den Spielen gegen St. Pauli (2:0), VfR Neumünster (5:0), Eintracht Nordhorn (4:1) und Altona 93 (3:2) 8:0 Punkte holte. Im Jahr nach der Fußballweltmeisterschaft 1958 in Schweden, 1958/59, verbesserte Gronau seine persönliche Bilanz auf 29 Ligaeinsätze und 13 Tore und führte damit sogar die interne Torjägerliste vor Rathmann mit 12 Toren an. Es waren zwar mit Routinier Günter Schlegel vom Hamburger SV und den zwei Ungarn Béla Bodnár und Geza Maklary interessante Neuzugänge zur Mannschaft um Gronau gekommen, in der Tabelle ging es aber auf den 12. Platz zurück. In den nächsten Runden 1959/60 (mit den Neuzugängen Holger Obermann, Uwe Witt, Jochen Buchner, Ingo Paulsen) und 1960/61 (mit den Neuzugängen Peter Beckmann, Günter Hoffmann, Hans Reichert, Arthur Reiß) belegte Gronau mit Concordia jeweils den 12. Rang und beendete am 30. April 1961 bei einer 0:5-Niederlage beim VfB Lübeck seine Karriere in der Oberliga Nord. Vor heimischen Publikum hatte er sich eine Woche zuvor beim 2:1-Heimerfolg gegen den VfV Hildesheim mit dem Siegtreffer an der Seite von Mittelstürmer Rathmann verabschiedet.

### Erneut in der Schweiz, Regionalliga Nord und Ausklang als Amateur

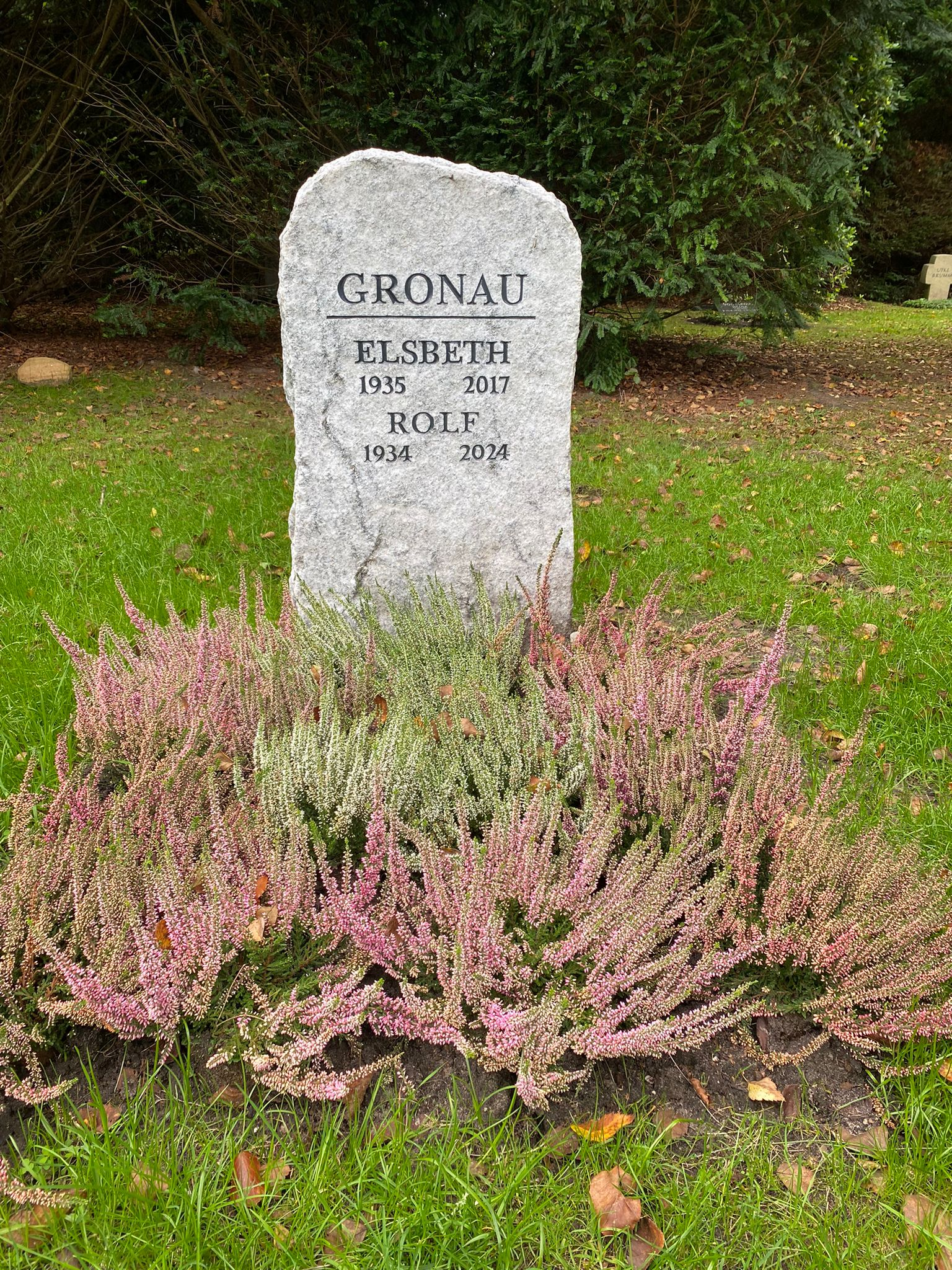
Grabstätte auf dem Friedhof Ohlsdorf

Von 1961 bis 1964 spielte Gronau dann beim Schweizer Traditionsverein Grasshopper Club Zürich. Es war aber keine erfolgreiche Zeit von GC; die beste Platzierung war 1961/62 der 4. Rang und an der Weltmeisterschaft 1962 in Chile hatte auch nur mit Torhüter Karl Elsener ein Spieler von GC teilgenommen. Lokalrivale FC Zürich dagegen gewann 1963 mit dem Ex-HSV-Spielmacher Klaus Stürmer die Meisterschaft und wurde 1964 Vizemeister.
Zur Saison 1964/65 kehrte Gronau nach Hamburg zurück und schloss sich Victoria in der zweitklassigen Regionalliga Nord an. Er erlebte mit „Vicky“ zwei sportlich bescheidene Jahre, welche im Sommer 1966 den Abstieg in die Amateurliga brachten. Sein letztes Regionalligaspiel hatte Gronau am 19. Dezember 1965 unter Trainer Rolf Rohrberg bei einer 0:1-Auswärtsniederlage beim Itzehoer SV bestritten.
Nach einer kurzen Zwischenstation bei Union Altona (ab Dezember 1966) spielte er ab 1968 beim Langenhorner TSV, wo er 1969 mit drei Punkten Vorsprung vor dem TSV Uetersen die Meisterschaft in der Landesliga Hamburg gewann. In der Aufstiegsrunde zur Regionalliga Nord scheiterte das Team von Trainer Herbert Kühl und Halbstürmer Rolf Gronau aber klar an Olympia Wilhelmshaven, VfB Kiel und dem SV Hemelingen. Beim SV St. Georg (1971/1972) hat Rolf Gronau seine Karriere im Hamburger Amateurfußball ausklingen lassen. Danach hat er im Betriebssport bei Edeka Fußball gespielt.
Gronau wohnte in Hamburg-Wandsbek.

## Weblink
- Spieler A–Z (Spundflasche), aufgesucht am 22. März 2022

| Personendaten    | Personendaten            |
| ---------------- | ------------------------ |
| NAME             | Gronau, Rolf             |
| KURZBESCHREIBUNG | deutscher Fußballspieler |
| GEBURTSDATUM     | 29. April 1934           |
| GEBURTSORT       | Hamburg                  |
| STERBEDATUM      | 30. Mai 2024             |
| STERBEORT        | Hamburg                  |